# Benito Juárez (Argentina)
Benito Juárez es la ciudad cabecera del partido homónimo. Está ubicada en el centro-sur de la provincia de Buenos Aires, Argentina, en la zona pedemontana de la cadena serrana del sistema de Tandilia. 
Se encuentra a 80 km de la ciudad de Tandil, por la ruta provincial 74, 400 km de la ciudad de Buenos Aires, por la ruta nacional 3 y a 239 km de la ciudad de Mar del Plata, por la ruta nacional 226.

## Geografía

### Población
La ciudad cuenta con 14 279 habitantes (Indec, 2010), lo que representa un incremento del 3 % frente a los 13 868 habitantes (Indec, 2001) del censo anterior.
| Gráfica de evolución demográfica de Benito Juárez entre 1895 y 2010 |
|                                                                     |
| Fuentes: INDEC                                                      |

### Clima
La ciudad cuenta con un clima templado pampeano, en donde la temperatura media anual es de 15°. En cuanto a la mínima media anual es de 5° y máxima promedio anual, de 31°. Las lluvias anuales, concentradas entre octubre a marzo son de 1 030 mm; el tenor de humedad relativa ambiente 75%.
El 18 de enero de 2014, el Centro Meteorológico local registró la máxima temperatura de la corta Historia de la localidad: 40.1 °C.
El 27 de julio de 2014 se registró la mínima temperatura: –4.7 °C. Según los especialistas, el 2014 fue un año de «grandes precipitaciones y fuertes vientos». Se registraron 1143,6 mm (mientras que en 2013 se registraron 785 mm). Hubo menos heladas que el año anterior, y la presión atmosférica rondó los parámetros normales. Por último, la información demarca que hubo 35 tormentas eléctricas en todo el año 2013.

### Orografía
El relieve posee diversidad de formas, hacia el partido de Tandil se ubican las últimas estribaciones del sistema de Tandilia (rocas precámbricas y paleozoicas, muy antiguas). Las sierras principales de la localidad: San Martín de la Tinta, Lomadas, El Sombrerito (430 m s. n. m.), Sierra de la Gruta de Oro. Luego las alturas sobre el nivel del mar bajan formando pequeñas elevaciones, campos quebrados y ondulados hasta el llano, y hacia el noroeste abundan lagunas y bañados: La Golondrina, La Rubia, San Antonio, y Ojeda.

## Historia

### Toponimia

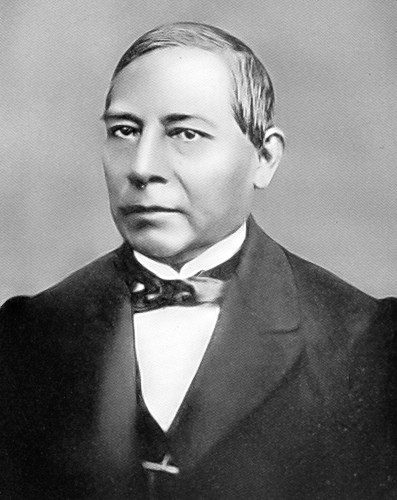
El presidente mexicano Benito Juárez (1806-1872).

El pueblo toma su nombre en homenaje a Benito Juárez García, presidente de México entre 1858 y 1872. Así consta en su acta de fundación, como símbolo de la amistad argentino-mexicana. De allí que por eso y por la hospitalidad de su gente se la conozca como «Capital de la Amistad».
El 13 de febrero de 1895 por Decreto del XIII Congreso Constitucional del Estado mexicano de Puebla, en honor del argentino Bernardino Rivadavia, se denominó al Distrito Judicial de Cholula (que comprenden la ciudad milenaria de Cholula, y los municipios de San Pedro Cholula, San Andrés Cholula, Coronango, Cuautlancingo, Calpan, Tecuanipan, San Miguel Xoxtla, Tlaltenango, Nealtican y San Nicolás de los Ranchos) como Cholula de Rivadavia. La denominación del ilustre argentino fue dada al Distrito y no a la ciudad, por acuerdo del XIII Congreso del Estado en su decreto n.º 6727, en reciprocidad por el homenaje a Benito Juárez.

### Cronología
- 1867 (31 de octubre): se crea el Partido de Benito Juárez, sin contar con ninguna población. Entonces el primer Juzgado de Paz y Comisión Municipal se instaló en la Estancia El Porvenir, de Mariano Roldán
- 1869: el censo da población totalmente rural: 1.610 hab.
- 1874: surge un caserío con quintas y chacras; sin telégrafo ni ferrocarril, aunque el tráfico de diligencias era denso. La empresa Niel, Mariño y Cía. servía de Ayacucho a Bahía Blanca, haciendo noche en Benito Juárez (entre Juárez y Bahía Blanca tardaba 36 horas).
- 1876: primera capilla
- 1878: último malón que devasta Juárez
- 1881: se habilita la comisaría.
- 1885, marzo: llega el Ferrocarril Sud (ramal Tandil-Juárez).
- 1886: se completa el ramal desde Benito Juárez hasta Tres Arroyos
- 1890: aumenta la llegada de inmigrantes vascos, luxemburgueses, italianos, españoles.

## Personas reconocidas
Germán Gonzalez: Jugador histórico del Club Atlético Juarense. Campeón URD clausura 2018. Se retiró en 2023.
María Luján Ferrari, Filósofa argentina, especialista en la obra de Paul Ricouer. Directora del Departamento de Filosofía de la Facultad de Humanidades y Ciencias de la Educación de la Universidad Nacional de La Plata.

Nahuel Mechehem, Coordinador de Políticas Estudiantiles de la Provincia de Buenos Aires, actualmente no ejerce el cargo encomendado.

## Barrios
- Cayetano Zibecchi
- Centro
- El Sol
- Flores
- José Hernández
- Islas Malvinas
- Juan José Romero
- Plaza Mitre
- Prado Español
- Parque Muñoz
- Mario Tesone
- Pachan
- Villa Ángel Zambon
- Plaza Jardín
- Rucatun
- Villa España
- Primavera
- General Paz
- Mariano Roldan
- Mariano Moreno
- José Hernández
- Villa Riel
- Molino
- Belén
- Cayetano Zibechi
- Barrio Brunero

## Lugares de interés
- Centro Cultural Atilio Marinelli, ex Cine Teatro Italiano, fundado en 1918. Representa un valioso patrimonio arquitectónico. Declarado Monumento Histórico del Partido. Su nombre recuerda y homenajea a un prestigioso actor local de amplia trayectoria a nivel nacional.
- Centro Folclórico El Sombrerito. Prestigiosa entidad tradicionalista, cuenta con una sala para eventos culturales con capacidad para 380 personas y un auditorio que lleva el nombre de Molina Campos apto para cien espectadores.
- Museo Germán Guglielmetti. Contiguo a El Sombrerito, exhibe elementos que hacen a la historia juarense.
- Biblioteca J. J. Bernal Torres. Pertenece a la Asociación Popular de Cultura. Cuenta con más de 17 mil volúmenes.
- Parque Nueve de Julio. Posee amplia parquización y circuitos aeróbicos.
- Referencia Combate de San Antonio de Iraola. Situado a 7 km de la ciudad, en proximidad de la Ruta nacional 3, recuerda el combate librado entre los 2000 indígenas del cacique Yanquetruz y las fuerzas nacionales al mando del comandante Nicanor Otamendi, quien fue aniquilado junto a sus 124 hombres que componían su batallón.
- Museo del Militante "Eva Duarte de Perón", Situado en calle Suipacha entre Avenidas Libertad y Zabalza-
- Museo "Mariano Roldán", Fundador del Partido de Benito Juárez, situado en Dirección de Cultura, calle Alte. Brown entre Avenida Urquiza y calle Zibecchi.

## Medios de comunicación

### Radios locales FM
- 88.9 Radio Comunitaria Ore Tape - www.oretape.com.ar
- 89.7 Continental Benito Juárez
- 91.7 FM Alfa
- 93.3 FM Radiomania Show
- 99.3 FM Futuro
- 101.1 Radio 51[nota 1]
- 101.7 Los 40 Benito Juárez
- 104.3 FM del Sol (Primera radio del Partido)
- 104.9 FM Poder
- Diario El Fénix (Actualmente, el único diario de la ciudad)
- El Fénix Digital - www.elfenixdigital.com

### Portales de Noticias
- El Mirador- Portal digital web de noticias https://www.elmirador.com.ar

- BenitoNet - Portal Digital Audiovisual de noticias www.benitonet.ar

### Canales de televisión
Los canales 8 y 10 de Mar del Plata cuentan con una repetidora cada una en Benito Juárez, transmitiendo en los canales 9 (Canal 8) y 12 (Canal 10)

## Parroquias católicas
| Diócesis  | Azul                      |
| --------- | ------------------------- |
| Parroquia | Nuestra Señora del Carmen |